# Ormia mendesi
Ormia mendesi är en tvåvingeart som beskrevs av Tavares 1965. Ormia mendesi ingår i släktet Ormia och familjen parasitflugor. Inga underarter finns listade i Catalogue of Life.